# 木下あげは
木下 あげは（きのした あげは、1986年4月13日 - ）は、日本のAV女優。

## 略歴・人物
2010年にデビューしたロリ・微乳系のAV女優である。趣味:料理。 

## 出演作品

### アダルトビデオ
2010年
- DVD Dream 03（3月、三和出版）
- 乳首の弱いカノジョと僕が、互いに乳首を責めあいました。3（4月15日、ワープエンタテインメント）他出演：RUMIKA、井川ゆい、神崎レオナ、月島うさぎ、桐原あずさ、篠めぐみ、竹内結、茉莉花、灘坂舞、紗奈
- 微乳A とっても感じる小っちゃいおっぱい（4月15日、ドリームチケット）
- Chuッスペシャル６（6月、ワニマガジン）
- 微乳美少女敏感乳首（6月25日、アロマ企画）他出演：野中あんり、姫乃杏樹、亜由美、西野小春
- BEST HIT DREAM TICKET 2010年ドリームチケット上半期総集編 THE４時間 (6月、ドリームチケット)
- A-cup微乳乳首をJ-cup爆乳がイジクリ勃起レズアクメ（7月1日、ヴィ）
- 地元で有名な女子校生に中出し 7（7月9日、アップス）
- ハレンチ試着室11 ウブな女子店員にドッキリ企画 黒人が店にやってきた編（8月5日、アイエナジー）
- 日本語が苦手な黒人の僕が、派遣の日本語教師を自宅に呼んで、スケベな日本語の意味を聞いたり、お気に入りのエロ本やＡＶを見せたら、日本のスケベな文化も教えてくれた！（8月6日、Hunter）
- マッサージで感じちゃった私。美少女編（8月25日、アロマ企画）他出演：広瀬奏、みなみゆず、水玉レモン、たかなし愛

2011年
- 挑発パンチラＢＥＳＴ No.2 （1月13日、アロマ企画）
- ツインテールで貧乳の女子校生は嫌いですか? あげは（1月14日、I.B.WORKS）
- ツインテール貧乳縞パンニーソックス（2月11日、TMA）
- コスプレ魔法〇女（4月8日、TMA）
- 女子●生にペニバン調教されて潮を吹いてしまったボク 3 宮下つばさ、霜月るな、木下あげは、椎名ゆず (8月5日、ジャネス)
- 癒しのM性感 睾丸専門性感マッサージ フェザータッチに思わず射精する男たち 2 吉岡奈々子、櫻井ゆうこ、木下あげは、早見るり (8月29日、ジャネス)
- 唾液まみれのベロチュウや乳首舐めされながらの極上手コキ2 木下あげは、藍野夢、星優乃、大島なつ (9月12日、Fetish Box/妄想族)
- 敏感美少女 木下あげは (10月1日、ワンズファクトリー)